# أولي كليمتسين
أولي كليمتسين (بالنرويجية البوكمول: Ole Klemetsen)‏ (مواليد 30 أغسطس 1971) هو ملاكم نرويجي، مثّل بلاده في الألعاب الأولمبية الصيفية 1992.

## روابط خارجية
- أولي كليمتسين على موقع IMDb (الإنجليزية)

أولي كليمتسين على موقع بوكس ريك (الإنجليزية) (registration required)
- أولي كليمتسين على موقع أوليمبيديا (الإنجليزية)